# Boris Nikolajewitsch Liwanow

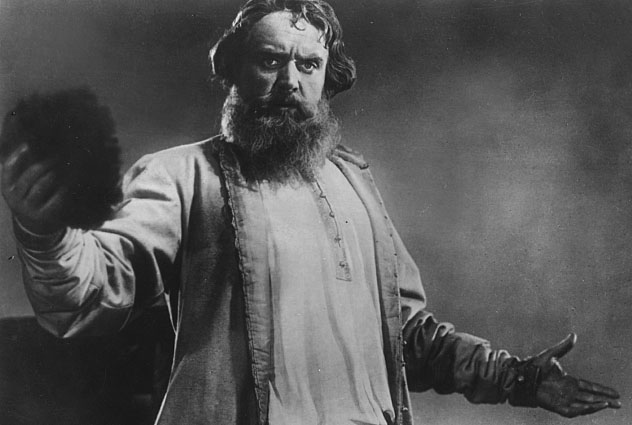

Boris Nikolajewitsch Liwanow (* 8. Mai 1904 in Moskau; † 22. September 1972 ebenda) war ein sowjetischer Schauspieler, Theaterregisseur und Drehbuchautor.

## Leben und Wirken
Boris Liwanow ist der Sohn des Theaterschauspielers Nikolai Alexandrowitsch Liwanow (1874–1949) und wuchs in Moskau auf.
Nach seinem Schulabschluss absolvierte er bis 1924 seine Schauspielausbildung am Tschechow-Kunsttheater Moskau, wo er als Darsteller sein Bühnendebüt hatte und anschließend bis 1940 als festes Ensemblemitglied engagiert war. Liwanow trat in zahlreichen Theaterstücken und Varieté-Shows auf, so unter anderem auch am Bolschoi-Theater, am Maly-Theater oder am Lenkom-Theater, wo er später auch als Regisseur einige Aufführungen inszenierte. Von 1924 bis 1970 wirkte er als Schauspieler vor der Kamera in mehr als 30 Film- und Fernsehproduktionen mit. Liwanow war zudem als Drehbuchautor für Spielfilme tätig.
Liwanow war im Zweiten Weltkrieg als Soldat im Fronteinsatz tätig, so auch bei der Schlacht um Moskau und bei der Schlacht von Stalingrad.
Für seine Verdienste als Schauspieler wurde Liwanow zweimal mit dem Staatspreis der UdSSR und jeweils einmal mit dem Leninorden und dem Orden als Held der sozialistischen Arbeit ausgezeichnet. Liwanow war Mitglied in der Kommunistischen Partei der Sowjetunion (KPdSU).
Boris Liwanow war verheiratet und hatte eine Tochter und einen Sohn sowie drei Enkel. Sein Sohn Wassili Liwanow ist ebenfalls als Schauspieler aktiv. Liwanow starb am 22. September 1972 im Alter von 68 Jahren. Seine Grabstätte befindet sich auf dem Nowodewitschi-Friedhof in Moskau.

## Filmografie (Auswahl)
- 1928: Oktober
- 1933: Der Desateur
- 1936: Dubrowskij
- 1936: Stürmischer Lebensabend
- 1939: Minin und Poscharski
- 1945: Ohne Schuld schuldig
- 1946: Kreuzer Warjag
- 1950: Der Fall von Berlin
- 1958: Feuriges Blut
- 1958: Poem vom Meer
- 1958: Kapitäne zur See
- 1959: Vorabend
- 1960: Die toten Seelen
- 1961: Der blinde Musikant
- 1970: Das Glockenspiel des Kreml (Кремлёвские куранты)